# 蘭佩提亞星
蘭佩提亞星（393 Lampetia）是一颗围绕太阳公转的小行星。1894年11月4日，马克斯·沃夫在海德堡王座山天文台（Landessternwarte Heidelberg-Königstuhl）發現。
該小行星以希腊神话中太阳神赫利俄斯和妮埃拉的女儿蘭佩提亞命名。
这颗小行星的绝对星等为8.42等。

## 相关條目
- 小行星列表/10001-11000

## 外部連結
- Asteroid Lightcurve Database (LCDB) （页面存档备份，存于）, query form (info （页面存档备份，存于）)
- Dictionary of Minor Planet Names, Google books
- Discovery Circumstances: Numbered Minor Planets (10001)-(15000) （页面存档备份，存于） – Minor Planet Center
- 蘭佩提亞星 at AstDyS-2, Asteroids—Dynamic Site
  - Ephemeris · Observation prediction · Orbital info · Proper elements · Observational info
- NASA JPL小天體瀏覽器上的蘭佩提亞星

| 前一小行星： 小行星392 | 小行星列表 | 後一小行星： 小行星394 |